# Garabed Paschajan
Garabed Paschajan Khan (türkisch Paşayan Karabet Efendi, armenisch Կարապետ Փաշաեան, * 1864 in Istanbul, Osmanisches Reich; gest. 1915 in Ayaş, Ankara), auch bekannt unter dem Pseudonym Taparig, war ein armenischer Arzt und osmanischer Parlamentsabgeordneter, der dem Völkermord an den Armeniern zum Opfer fiel. Er war als Mitglied in der Armenischen Revolutionären Föderation (ARF) auch Abgeordneter der Armenischen Nationalversammlung im Osmanischen Reich.

## Leben
Nachdem Paschajan das medizinische College in Istanbul erfolgreich absolviert hatte, arbeitete er als Arzt in den Provinzen um Palu und Malatya. Im Jahre 1890 wurde er wegen angeblicher Unterstützung von armenischen Fedajin festgenommen, zum Tode verurteilt, aber durch Vermittlung der Familie des britischen Konsuls freigelassen. 1895 zog er nach Persien und wurde der persönliche kaiserliche Leibarzt von Nāser ad-Din Schah und Mozaffar ad-Din Schah. Wegen seiner Verdienste wurde ihm der Titel Chan verliehen. Zwischen den Jahren 1903 und 1906 lebte er in Alexandria, wo er eine armenische Schule und einen Verlag gründete. Nach der Jungtürkischen Revolution im Jahre 1908 kehrte er aus Ägypten nach Istanbul zurück und wurde bei den Wahlen 1912 als Vertreter der Stadt Harput zum Mitglied des Osmanischen Parlamentes gewählt. Er war Redaktionsmitglied der Zeitung Azadamard und gehörte dem armenischen Zentralkomitee in Istanbul an.
Paschajan Khan erklärte als Vertreter der Armenischen Revolutionären Föderation (Taschnaken) bei einer Ittihadisten-Versammlung mit Talât Pascha und Hasan Fehmi öffentlich, dass die ARF gegen den Krieg sei, da er nur Elend und Entbehrungen mit sich bringe; allerdings solle ein Vaterland gegen äußere Aggressionen verteidigt werden.

## Tod
Im Zuge des Völkermordes an den Armeniern ab 1915 wurde Pashaian Khan zusammen mit anderen armenischen Intellektuellen am „Roten Sonntag“, dem 24. April 1915 festgenommen. Er wurde nach Ayaş verschleppt und dort interniert. Schließlich wurde Garabed Paschajan zuerst gefoltert und dann ermordet. Die Parlamentsabgeordneten Krikor Zohrab und Vartkes Seringülian hatten sich zuvor beim verantwortlichen osmanischen Innenminister Talât Pascha persönlich für die Freilassung von Pashayan, Zartarian und Aknuni eingesetzt (Zohrab und Seringülian wurden später ebenfalls getötet).